# František Havlena
František Havlena (29. září 1883 Příbram, Rakousko-Uhersko - neznámé) byl český inženýr, stavitel a architekt činný ve dvacátých a třicátých letech 20. století.

## Dílo

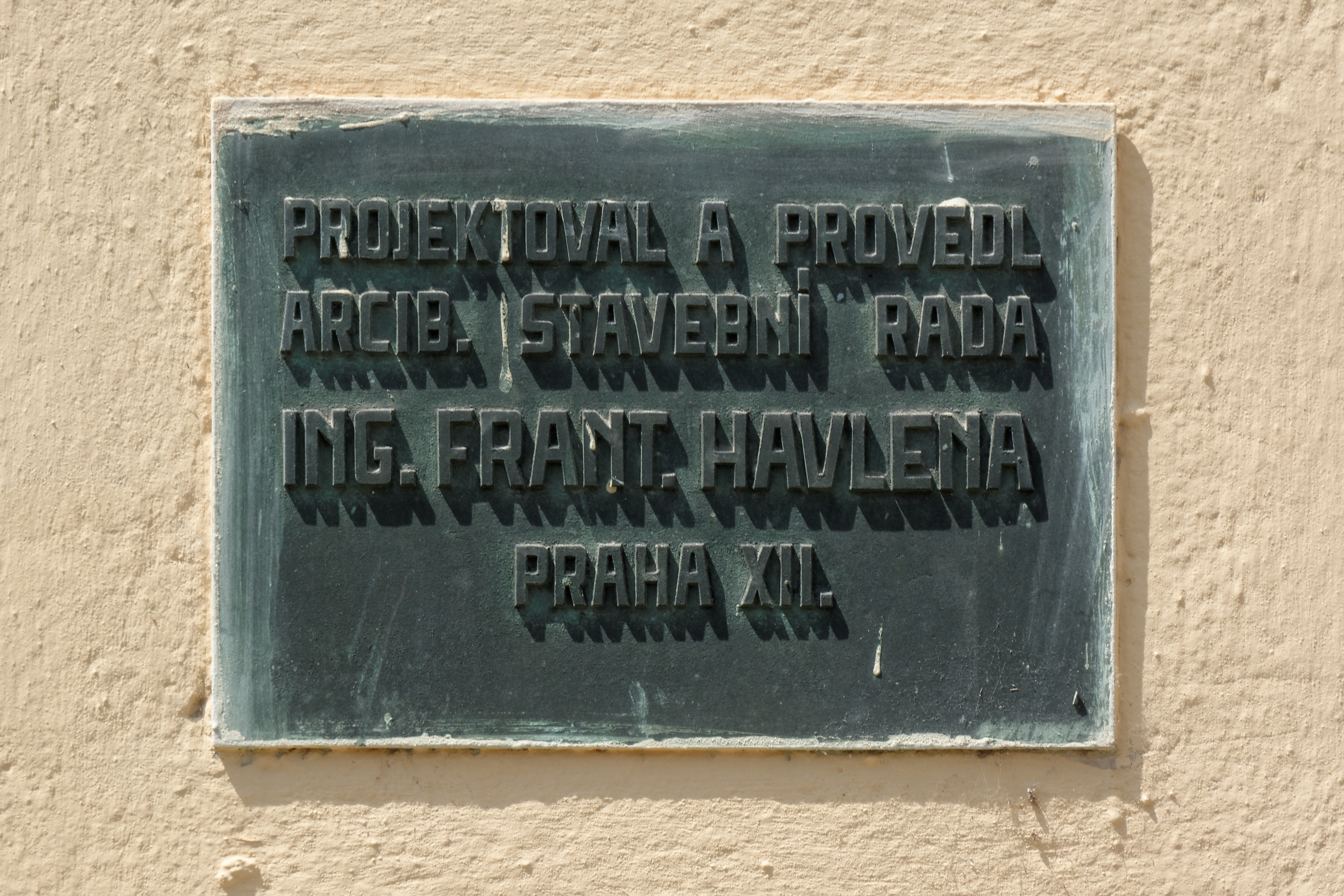
deska na budově Arcibiskupského semináře v Praze 6

Stavitelskou koncesi získal 16. září 1908. Jeho realizace ale pocházejí až z dvacátých let 20. století.

### Návrhy
- 1920 návrh obecných a měšťanských škol v Modřanech, spolu s Viktorinem Šulcem a Janem Vodňarukem, jedna ze tří hlavních cen
- v letech 1925-1927 postavil podle jeho návrhu kladenský stavitel Josef Picek kostel svatého Václava v Kladně-Rozdělově[3]

### Realizace
- 1920-1922 dům čp. 1004, Praha 1 - Nové Město, podílel se na realizaci, architekt: Theodor Petřík
- 1920-1922 Odborový dům Na Perštýně, čp. 347, Bartolomějská 14, Na Perštýně 11, realizace projektu Aloise Dryáka
- 1922-1924 domy čp. 492 a 493, Praha 10 - Strašnice, dříve Tyršova - dnes Mrštíkova ulice čo. 4 a 6
- 1923-1924 rodinné dvojdomy čp. 454-455 a 513-516, Praha 6 - Břevnov, Bělohorská ulice
- 1923-1925 přestavba a dostavba objektu Arcibiskupského gymnázia, čp. 299, Bubenečská 20, Pelléova 19, Ronalda Reagana 2[4]
- 1925–1927 Arcibiskupský seminář s kostelem svatého Vojtěcha, čp. 676, Praha 6 - Dejvice, Kolejní 4, Salabova 2, Seminární 2, Thákurova 3, návrh průčelí Jaroslav Rössler (architekt)
- 1927-1928 nájemní dům čp. 1729, Praha 2 - Vinohrady, Vilímovská (dnes Laubova 8)
- 1928-1929 nájemní dům čp. 2167, Praha 3 - Vinohrady, Břetislavova (dnes Ondříčkova 16)
- 1928-1930 kancelářský dům čp. 534, Praha 1 - Staré Město, V Kotcích 14 / Rytířská 13, spolu s Jiřím Novotným
- 1932–1934 Palác Svět, nájemní dům s restaurací a kinem čp. 41, Praha 8 - Libeň

## Galerie

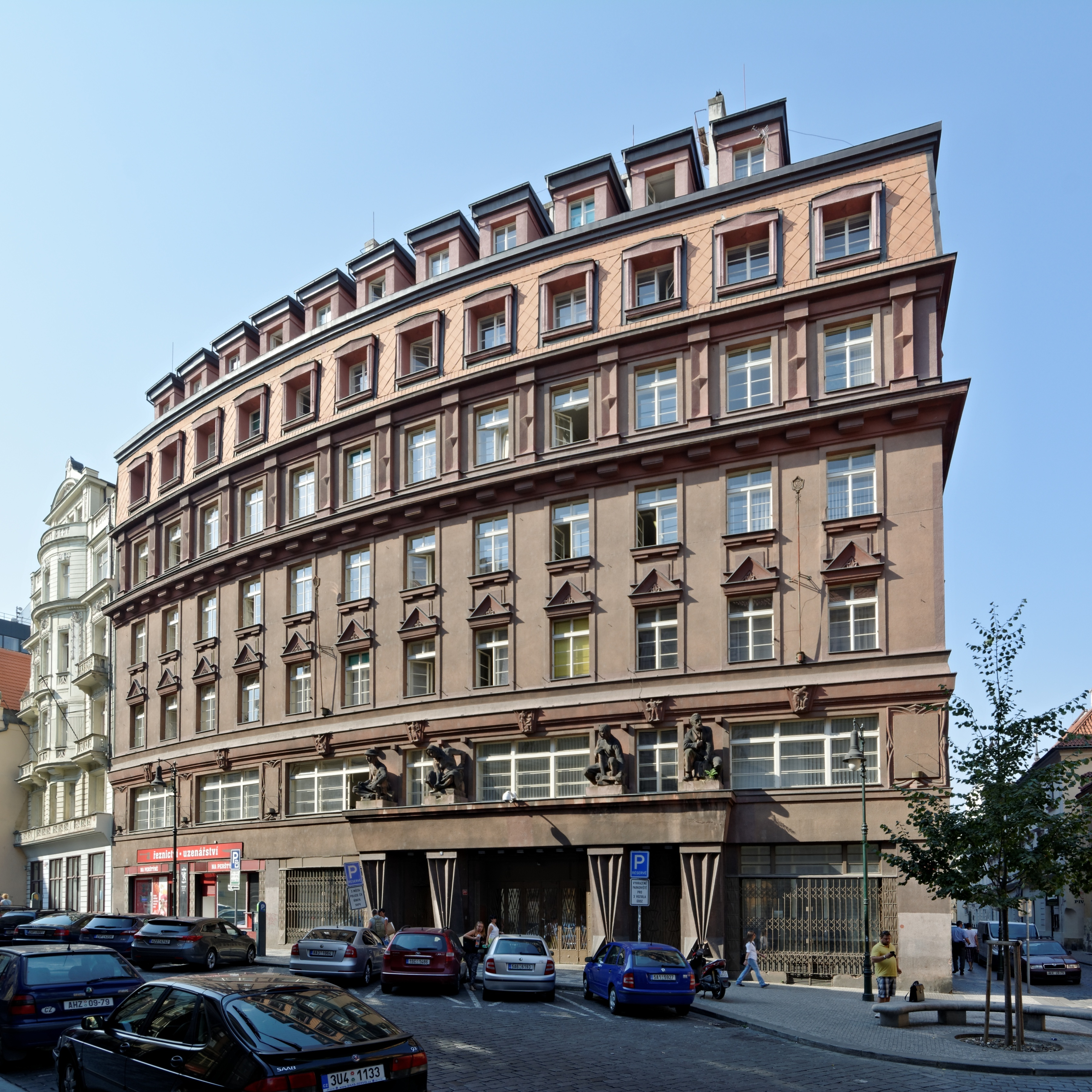
Odborový dům Na Perštýně, Praha 1
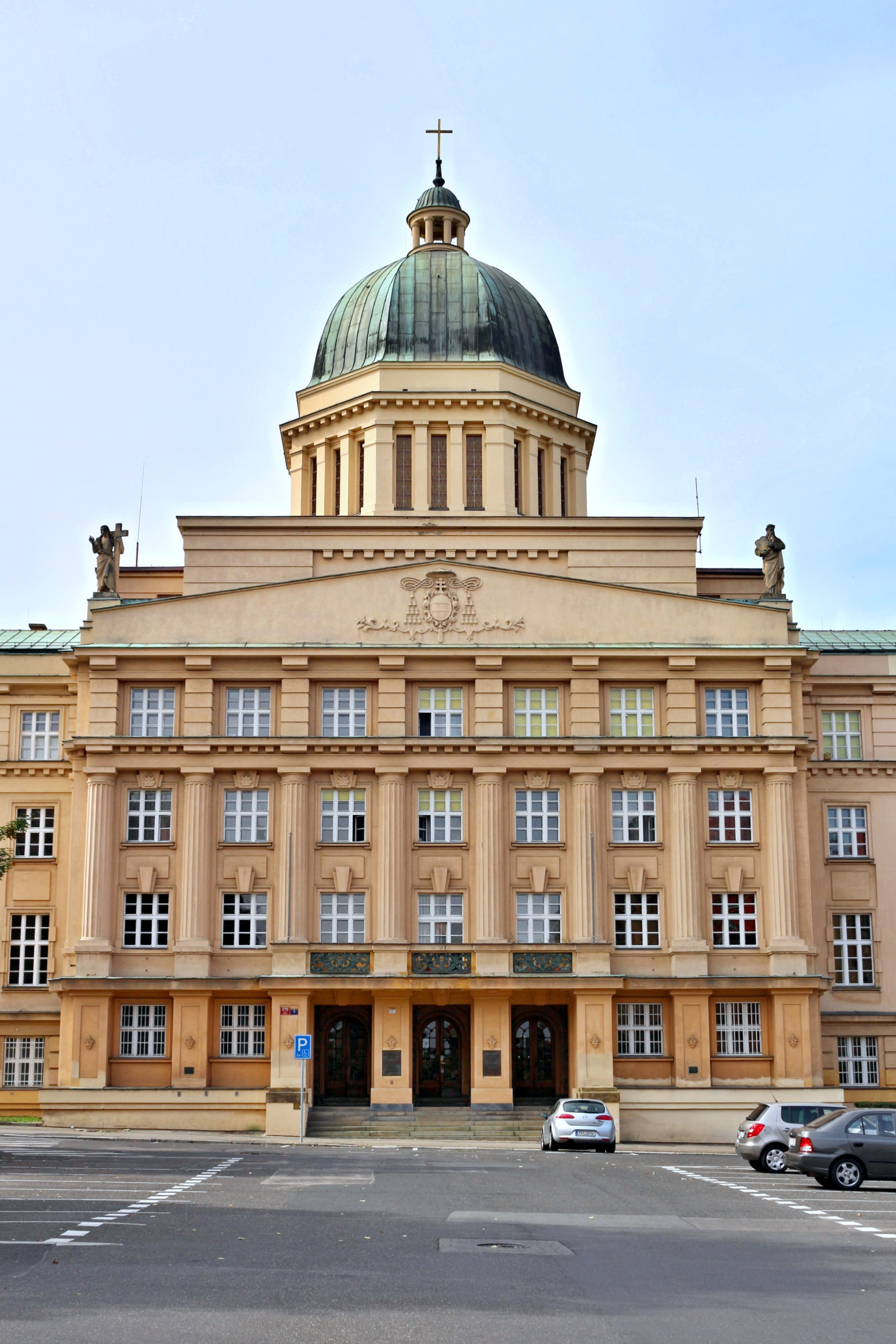
Arcibiskupský seminář v Dejvicích, Praha 6
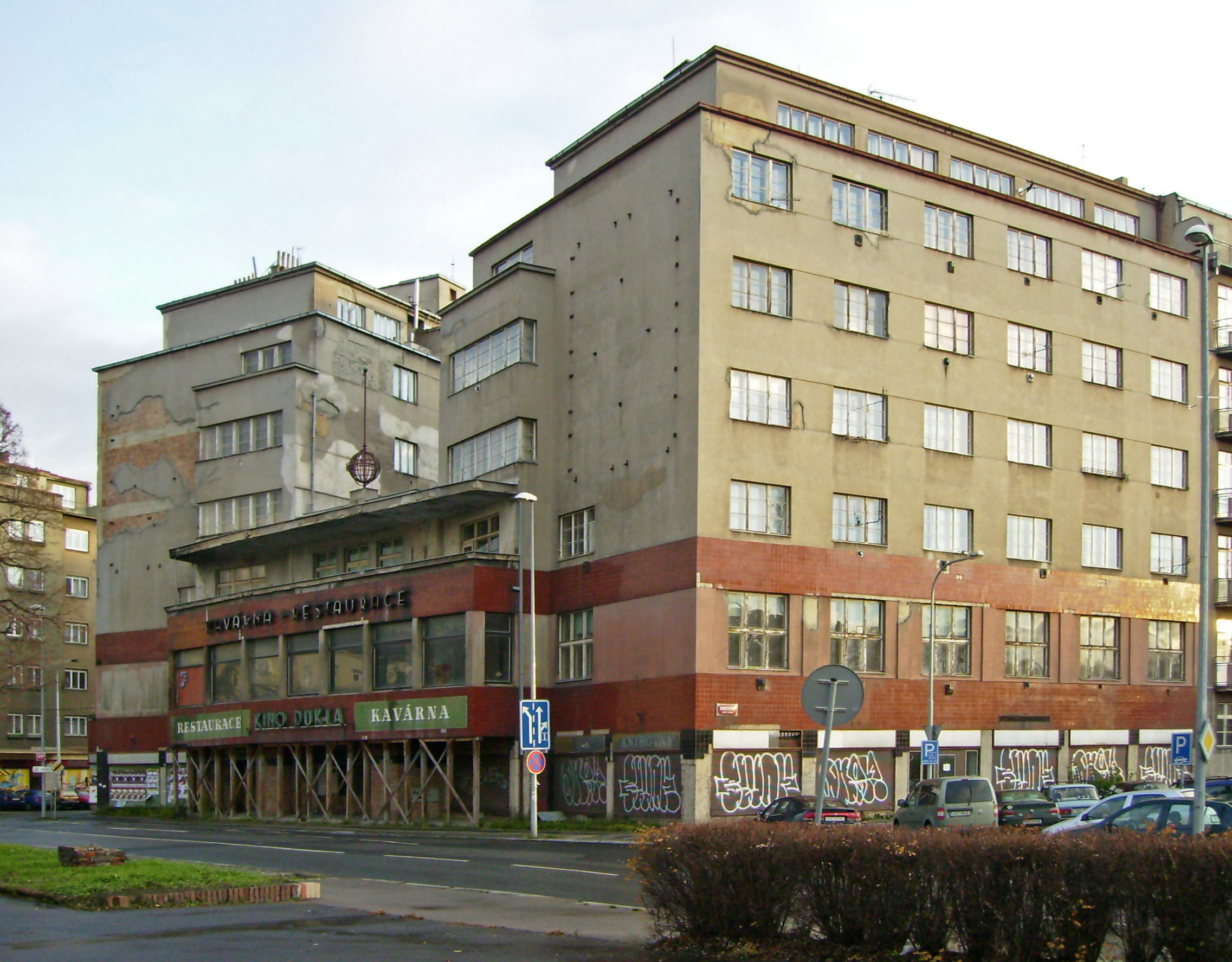
Palác Svět, Praha 8 - Libeň
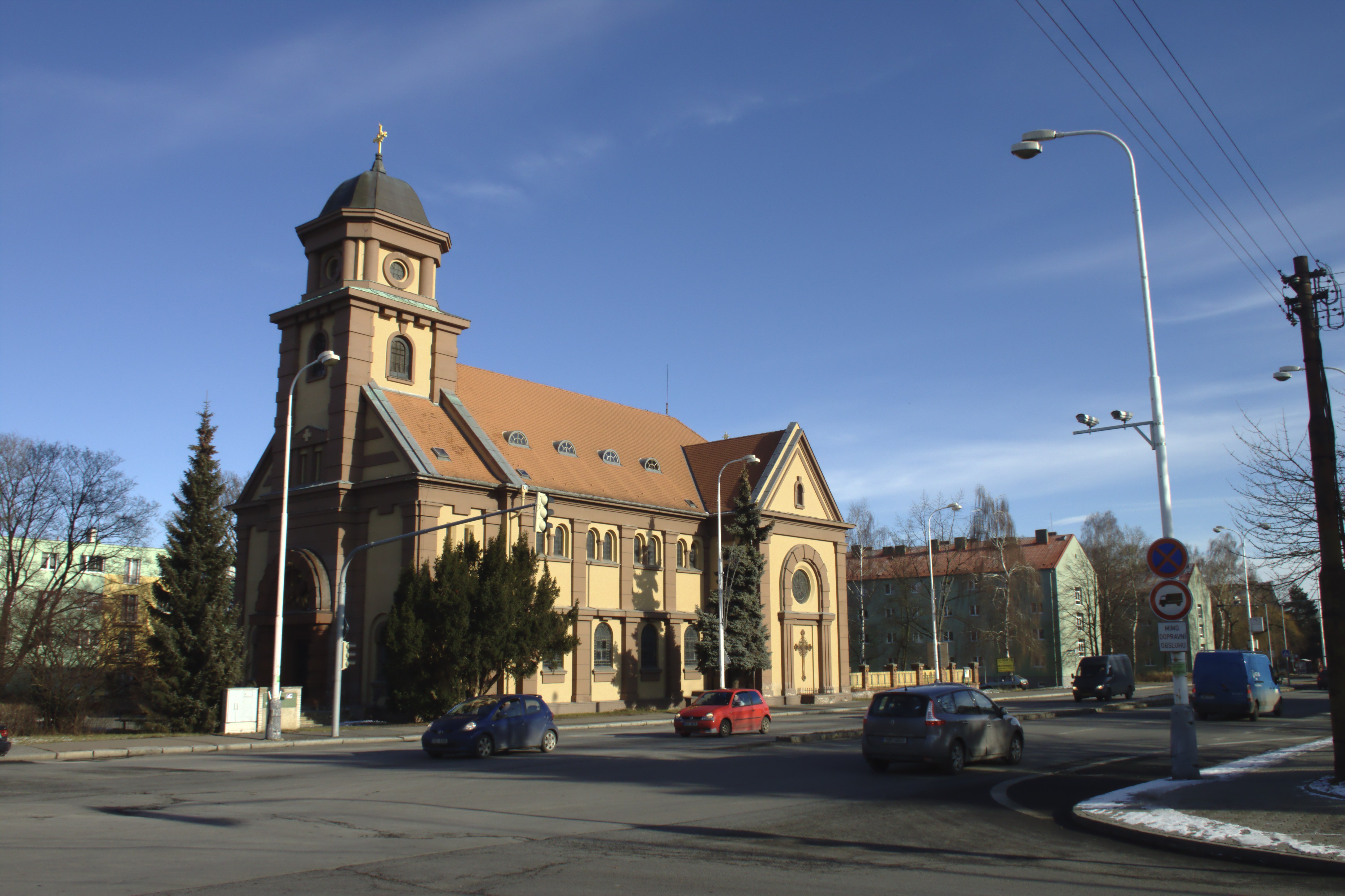
Kostel svatého Václava, Kladno-Rozdělov